# Ilkucea, Snovsk
Ilkucea (în ucraineană Ількуча) este un sat în comuna Turea din raionul Snovsk, regiunea Cernihiv, Ucraina.

## Demografie
Componența lingvistică a localității Ilkucea
     Ucraineană (97,78%)
     Rusă (2,22%)
Conform recensământului din 2001, majoritatea populației localității Ilkucea era vorbitoare de ucraineană (97,78%), existând în minoritate și vorbitori de rusă (2,22%).